# Electronic Realizations for Rock Orchestra
Electronic Realizations for Rock Orchestra is het debuutalbum van Larry Fast uitgebracht onder de artiestennaam Synergy. Het album bevat geen daadwerkelijk rockorkest, maar muziek gespeeld op het 'orkest' dat Fast in die dagen via elektronische instrumenten liet klinken bij bijvoorbeeld Peter Gabriel. De muziek heeft ook eigenlijk niets met rock van doen, maar is meer neoromantische muziek gespeeld op verschillende synthesizers en aanverwante apparatuur. De stijlen binnen de elektronische muziek wisselen elkaar snel af, zo zijn in Slaughter on Tenth Avenue achter elkaar de stijlen van  Jean-Michel Jarre, Vangelis, Tangerine Dream en Keith Emerson te horen. Het album werd opgenomen in de House of Music te West Orange.
Het album haalde in achttien weken de 66e plaats in de Billboard 200.

## Musici
- Larry Fast – synthesizers (veelal minimoog), elektronica

## Tracklist
Alle van Fast, behalve waar aangegeven.

| Nr. | Titel                                       | Duur  |
| --- | ------------------------------------------- | ----- |
| 1.  | Legacy                                      | 10:08 |
| 2.  | Slaughter on Tenth Avenue (Richard Rodgers) | 11:47 |

| Nr. | Titel           | Duur  |
| --- | --------------- | ----- |
| 3.  | Synergy         | 5:26  |
| 4.  | Relay Breakdown | 6:21  |
| 5.  | Warriors        | 12:50 |